# Анісім Олена Миколаївна
Олена Миколаївна Анісім (біл. Алена Мікалаеўна Анісім) — білоруська мовознавиця та політична діячка. Голова Товариства білоруської мови імені Франциска Скорини (2017), наукова співробітниця ДНУ «Центр досліджень білоруської культури, мови і літератури НАН Білорусі». Депутатка Палати представників Національних зборів Республіки Білорусь VI скликання (2016—2020).

## Життєпис
Народилася 28 вересня 1962 року в селі Савона Столбцовського району Мінської області в родині вчителів (дошлюбне прізвище Амельчіц). Закінчила Залужську середню школу із золотою медаллю в 1978 році. У тому ж році вступила в Білоруський державний університет на філологічний факультет, який закінчила в 1983 році. Під час навчання працювала гідом-перекладачкою з групами з Чехословаччини, які супроводжувала з поїздками республіками СРСР.
Працювала вихователькою в дитячому саду села Теснова Столбцовського району (1984—1986), в середніх школах № 55 (1986) і № 71 (1986—1991) міста Мінська. З 14 травня 1991 року — в Інституті мовознавства імені Якуба Коласа Академії наук Білорусі (нині філія ДНУ «Центр досліджень білоруської культури, мови і літератури НАН Білорусі»).
У травні 2023 року Олену Анісім затримали на роботі, засудили на 12 діб і звільнили з інституту.

## Громадська та політична діяльність
У 2014 році стала координаторкою «Загальнобілоруського конгресу за незалежність», створення якого було реакцією на події на Сході України. У тому ж році Рада білоруської інтелігенції висунула її кандидаткою у президенти Білорусі. Предвиборча компанія була розпочата, проте невдовзі Анісім зняла свою кандидатуру.
У 2017-2018-м рр. брала активну участь у компанії за створення білоруськомовного університету. Уряд відмовив у фінансуванні, але ініціативна група отримала дозвіл на створення приватного навчального закладу «Університет імені Ніла Гілевича».
У 2019 році опинилася у центрі скандалу та громадської дискусії, коли газета «Новы Час» яку видає Товариство Білоруської мови, була звинувачена у глорифікації тероризму. Приводом стала низка статей про чеченських бойовиків. Звинувачення пролунали на шпальтах проросійського медіаресурсу «Телескоп», редакція якого звернулася до карних органів. Олена Анісім дала кілька інтерв'ю на захист «Нового Часу», назвавши ситуацію «втручанням ФСБ у внутрішні справи Білорусі».

## Особисте життя
Одружена, має трьох дорослих синів.